# Parcul Național West-MacDonnell
Coordonate: 23° 26' 10" S, 132° 25' 4" O
Parcul Național West-MacDonnell  (engl. West MacDonnell National Park) are suprafața de  2.069 km² în masivul muntos MacDonnell Ranges din statul Northern Territory, Australia, la vest de orașul Alice Springs. El a fost declarat parc în anul 1992 extinzându-se prin cumpărarea unor teritorii particulare. Cale de acces spre parc este o șosea asfaltată din Alice Springs, de la Uluṟu („Ayers Rock“) există un drum pe care se poate circula numai cu autovehicule care au tracțiunea pe patru roți. Puncte de atracție turistice sunt:
- Calea de drumeție: „Larapinta-Trail”: ( 223 km)
- Defilee:
  - Rungutjirpa (Simpson's Gap)
  - Udepata (Ellery Gorge)
  - Ormiston Gorge
  - Redback Gorge
  - Glen Helen Gorge

1. ↑   https://www.protectedplanet.net/313842 Lipsește sau este vid: |title= (ajutor)